# Semiothisa vernata
Semiothisa vernata là một loài bướm đêm trong họ Geometridae.